# Тамга
Тамга (от старотюркски: 𐱃𐰢𐰍𐰀 или tamga, означаващо печат; на турски: damga) е абстрактен печат, използван от евразийските номади и от култури, повлияни от тях. Тамгата обикновено е била емблема на определено племе, клан или семейство. Те са често срещани сред евразийските номади през класическата античност и Средновековието.
Други символи, подобни на тамга, понякога са били усвоени от уседнали народи, съседни на Понтийско-Каспийската степ както в Източна Европа, така и в Централна Азия.

## Тамги в степната традиция

### Древен произход
Тамгите произхождат от праисторически времена, но тяхната точна употреба и развитие не могат да бъдат напълнпо проследени във времето. В по-късните периоди от Боспорското царство, управляващата династия използвала лични тамги, състоящи се от един фрагмент, изобразяващ царското семейството, и друг фрагмент, изобразяваща именно самия цар, като по този начин вероятно била продължена дотогавашната традиция на степните народи, опитвайки се да се укрепи и сплоти съвместното съжителство между уседналите и номадските народи в пределите на царството. 

### Монголска империя
„Тамга“ или „тамаг'а“ буквално означава печат на монголски език. В Монголската империя тамгата е била печат, поставян върху предмети, показвайки, че те вече са били обложени с данък, а в по-широк смисъл, тамгата означавала обобщително самият данък върху търговията (вж. раздела за Източна Европа по-долу).
Тамга са емблематични символи, които исторически са били използвани от различни монголски племена или кланове в Централна Азия. Терминът понякога се отнася и до емблематични символи, използвани в други азиатски култури, но в този раздел се разглежда само специфичната употреба на кланови символи върху монети, сечени от владетели на Монголия и Централна Азия.

Известни са над сто различни монголски тамги. Някои от тях са били присвоени от отделни средновековни монголски и тюркски владетели и така впоследствие те са били изобразявани върху монети и държавни печати, издадени от тези владетели. Тамги се срещат най-често върху ислямските монети, емитирани от потомците на Чингис хан в различните ханства на Централна Азия през 13-ти и 14-ти век, по-специално Чагатайското ханство. Тамгите представляват огромен интерес за нумизматите и се обсъждат в много академични трудове, свързани със средновековните ислямски монети в Централна Азия. Въпреки това, нумизматите и историците в момента срещат трудности при представянето на тамгови символи в своите текстове и не могат надеждно да ги разпространяват, защото те са или представени като изображения, или са нарисувани на ръка, или използват специфични шрифтове, които не могат да се четат от други устройства. Доктор Няамаа идентифицира почти сто знаци-тамга, използвани върху монети, въпреки че само около половината от тях могат да бъдат приписани на конкретен владетел, а някои от тях са вариантни форми или форми на изобразяване на същата тамга.
- Наран Тамга или Онгин Тамга
- Тамга на Чингис хан
- Тамга на Тулуй хан
- Тамга на Угедей хан
- Тамга на Чагатай хан
- Тамга на Джучи хан
- Тамга на Гуюг хан

Тамги в днешна Монголия и други страни се щамповат с помощта на нажежено желязо върху домашни животни като коне, за да се маркира, че добитъкът принадлежи на определено семейство, тъй като те са пуснати свободно на паша през деня. Всяко семейство има свои собствени тамгови маркировки за по-лесно разпознаване. Тамговите знаците не са много сложни, тъй като са направени от извити парчета желязо от отделните семейства.
Тамга се нарича и държавният печат на Монголия, който се връчва от президента на Монголия на следващия новоизбран президент като символ на предаването на властта. Президентската тамга е малко по-сложна изработка и се държи в дървена кутия.

### Тюркски народи
Тюркските народи, които са си били останали пастирски номади и доминирали Източен Анадол и Иран, продължили да използват своите кланови тамги, които се превърнали във ярък националистически образ. Тюркските племенни конфедерации в Източен Анадол и Иран – Ак-Коюнлу и Кара-Коюнлу (14 – 15 век), подобно на много други царски династии в Евразия, изобразяват своята тамга върху знамената си и я секат върху монетите си.
Особено за турките, които никога не са напускали родината си Туркестан, тамгата си остава това, което е била първоначално: тавро за добитък и символ на рода.
Сред съвременните тюркски народи тамгата е символ, с който се маркира имущество или добитък, принадлежащ на конкретен тюркски род, обикновено използван под формата на тавро или печат.
Когато турските кланове започват да доминират повечето градски или селски райони, тамгите изчезват от употреба, тъй като овчарският начин на живот се забравя. Това най-добре се вижда сред турските кланове, които усядат в западен и източен Анадол след битката при Манцикерт. Тюрките, които превземат западен Анадол, основават Иконийския султанат и стават аристократи в римски стил. Повечето от тях усвояват Соломоновия печат (превърнал се тогава в мюсюлмански символ) след разпадането на султаната на множество враждуващи помежду си държави, състоящи се предимно от гази (вижКараманиди). Само османската държава, състояща се също предимно от гази, (по-късно станала Османска империя) запазва своята тамга в знамето си, но тя била толкова силно стилизирана, че лъкът в крайна сметка започнал по-скоро да прилича на полумесец.

Тамгите на общо 21 огузки племена (племето Чаруклуг е нямало тамга) според Махмуд от Кашгар в своя речник на тюркския език („Dīwān Lughāt al-Turk“) са:
- Киник
- Кайъ
- Баяндур
- Ива
- Салур
- Афшар
- Бегтили
- Бъгдуз
- Баят
- Язиги
- Еймур
- Караболук
- Алкаболук
- Ъгдър
- Урегир
- Тутирка
- Улаюндлуг
- Дьогер
- Печенеги
- Чувалдар
- Чепни
- Чаруклуг

## Вторично използване

### Източна Европа
В Русия терминът тамга е оцелял и до днес и се използва в наименованието на граничните митници и производни думи; например: митница на руски се казва „таможня“, митничар се казва „таможенник“, а плащам мито се казва „растаможить“. Причината за това е, че думата тамга се е използвала в миналото в смисъл на „държавен сертификат“, удостоверяващ, че търговският данък бил заплатен. Символът е признат за национален символ в Украйна, разговорно наричан тризуб (тризъбец), който е изобразен на украинския герб.
- Пример за тризъбец на династията Рюриковичи.[9]
- Герб на Украйна

### Ислямски империи
В късносредновековните тюркско-монголски държави терминът тамга се използвал за всякакъв вид официален печат. Тази употреба се запазва в ранните модерни ислямски империи (Османска империя, Моголска империя) и в някои от техните съвременни държави-наследници.
В езика урду (който е погълнал много тюркски думи), тамга се използва със значението „медал“. Тамга-и-Джурат е четвъртият най-висок военен медал на Пакистан. Той се присъжда на всички чинове за храброст и особени заслуги в бой. Тамга-и-Имтиаз или Тамга-е-Имтиаз (на урду: تمغہ امتیاز), което се превежда като „медал за високи постижения“, е четвъртото най-високо отличие, дадено от правителството на Пакистан както на военни, така и на цивилни. Тамга-и-Хидмат или Тамга-е-Хидмат (на урду: تمغۂ خدمت), което се превежда като „медал за заслуги“, е седмото най-високо отличие, присъждано от правителството на Пакистан както на военни, така и на цивилни. То се дава на подофицери и други чинове за дълги заслуги или отличителни заслуги от неоперативен характер.
В Египет терминът дамга (на арабски: دمغة) или тамга (на арабски: تمغة) се използва в два контекста. Единият е данък или държавна такса. Обикновено тамгата в този смисъл е под формата на пощенски марки, които трябва да бъдат закупени и поставени върху държавни формуляри, като например шофьорска книжка или регистрационен акт за договор. Терминът произлиза от османската дума damga resmi. Другият смисъл на думата е печат, поставен върху всяко бижу, изработено от злато или сребро, за да покаже, че е истинско, а не от неблагородни метали.